# SAKAMOTO DAYS
『SAKAMOTO DAYS』（サカモト デイズ）は、鈴木祐斗による日本の漫画。『週刊少年ジャンプ』（集英社）において、2020年51号から連載中。2021年、「次にくるマンガ大賞 2021」にてコミックス部門9位に入り特別賞U-NEXT賞を受賞。2022年、「全国書店員が選んだおすすめコミック 2022」にて6位に選出。2025年8月時点でコミックスの全世界累計発行部数は1500万部を突破している。
坂本が町おこしをする様子を描いたスピンオフ漫画『SAKAMOTO HOLIDAYS』が『最強ジャンプ』（同社）8月号より連載されている。漫画は大川哲が担当。
メディアミックスとして、2025年1月から3月までテレビアニメ（第1クール）が放送された。

## あらすじ
元・伝説の殺し屋として裏社会で恐れられていた男、坂本太郎。しかし、彼はある女性に恋をしたことで殺し屋を辞め、普通の生活を選ぶ。結婚して子供が生まれ、坂本は家族と共に「坂本商店」を経営しながら平和な日常を送っている。現在は中年になり、見た目は変わったものの、かつての優れた殺し屋としての能力は衰えていない。愛する家族を守り、穏やかな暮らしを続けるために、かつての仲間たちとともに次々と襲いかかる刺客に立ち向かっていく。

## 登場人物
声の項は特記のない場合、テレビアニメ版の声優。

### 坂本商店
坂本 太郎（さかもと たろう）
声 - 杉田智和 / 深澤純（ボイスコミック）
本作の主人公。
1993年11月21日生まれ（DAYS45：扉絵）。かつて「最強の殺し屋」と呼ばれ、裏社会で名を馳せた男。妻と出会ったことで殺し屋を引退し、現在はふくよかな体型になり、のどかな町で個人商店「坂本商店」の店長をしている。
寡黙で表情の変化に乏しく、大人しい性格。妻と娘を何よりも大切に思っており、家族に危害を加える者には容赦しないが、妻との約束から不殺を貫いている。
殺し屋としての腕前は現在も衰えておらず、「武器の性能に頼るのは三流の証」という信条から、周囲にある道具や状況を利用して巧みに戦う。戦闘でカロリーを多量に消費することにより一時的にスリムな体型になるが、すぐに元の体型に戻ってしまう。
×によって10億円の懸賞金を掛けられたことをきっかけに、再び殺し屋の世界に引き戻されていく。
朝倉 シン（あさくら シン）
声 - 島﨑信長、田村睦心（幼少期） / 伊藤節生（ボイスコミック）
2000年6月7日生まれ（DAYS45：扉絵）。坂本の昔の部下で、他人の心を読む能力を持つエスパーの青年。坂本に強い憧れを抱き、本当の意味で肩を並べる相棒を目指している。
DAYS1にて所属する組織から坂本抹殺を命じられて坂本商店に赴くが、そこで家族と安寧を守ろうとする坂本に感化されて暗殺を断念。組織に歯向かうも坂本に助けられ、以降は殺し屋から足を洗って坂本商店の店員となる。
幼い頃に政府非公認の科学研究施設「ラボ」に預けられ、所長である朝倉の元で育った。そこで朝倉の実験薬を間違って飲んだことで、超能力に目覚めた過去を持つ。死刑囚・ソウとの戦いでは他人の運動準備電位を見ることによって、コンマ数秒先の未来を先読みする能力を開花させる。✕一派・ハルマとの戦いでは相手の思考を一瞬変えることができるようになる。ちなみに動物の心も読める。
陸 少糖（ルー シャオタン）
声 - 佐倉綾音
2002年4月8日生まれ（DAYS45：扉絵）。中国マフィアの当主の娘。敵組織に両親を殺害され追われていたところを坂本に助けられ、坂本商店の一員になる。
酔拳の使い手で、酔うと感情の振り幅が激しくなる。
眞霜 平助（ましも へいすけ）
声 - 鈴木崚汰 / 峯田大夢（ボイスコミック）
2001年12月17日生まれ（DAYS45：扉絵）。身長180cm。跳弾を駆使する変則狙撃手の青年。「ピースケ」という名前のオウムを相棒にしている。直情的な性格で、情に厚く涙脆い。
射撃以外の能力は人並み以下であるため他の殺し屋からは見下されており、自身を解雇した組織を見返すために坂本の懸賞金を狙ったことがきっかけで店の常連となる。
坂本 葵（さかもと あおい）
声 - 東山奈央 / 齋田華帆（ボイスコミック）
坂本の妻。美人で明るく優しい性格の女性。ただし、怒ると坂本だけでなく、シンやボイルですら畏怖する。
坂本 花（さかもと はな）
声 - 木野日菜 / 琴石ゆうひ（ボイスコミック）
坂本の娘。葵似の優しい性格の快活な女の子で、坂本を殺しに来て返り討ちにあった殺し屋達に絆創膏を持っていく。

### 日本殺し屋連盟（殺連）

#### ORDER（オーダー）
南雲与市（なぐも よいち)
声 - 花江夏樹 / 汐谷文康（ボイスコミック）
現ORDER。1993年7月9日生まれ（DAYS45：扉絵）。坂本とはJCC〜殺し屋時代の同期。常に軽いノリで緊張感がないが、飄々として掴みどころのない人物。
変装が得意で、細身の体躯ながらかなりの腕力と俊敏性で敵を仕留めるほか、心理的側面でもシンが心を読むことができなかった人物。武器は巨大な六徳ナイフ。
JCC時代から坂本やリオンと並ぶほどの高い実力の持ち主。代々続くスパイ家系の跡取りで、JCCでは元々諜報活動科にいたが、坂本らがいた暗殺科に転科した。
後に尾久旅美術館襲撃事件の主犯格にされてしまい、ORDERから除名される。
豹（ひょう）
声 - 安元洋貴
現ORDER。ORDERメンバー内でも大柄で屈強な体格を持っている男性。坂本や南雲と同じJCC出身で豹は先輩にあたる。武器はナックルダスター。
抹殺対象には情け容赦なく任務を遂行する。また言葉遣いが荒々しく後輩である坂本や南雲などと喧嘩することもある。だが、実際は不器用なりにも優しい性格で、倒れた花瓶を立て直したり、初対面の人物に対して手助けしたりなど優しさが垣間見えることがある。
神々廻（ししば）
声 - 八代拓
現ORDER。年齢26歳。身長180cm。長髪に関西弁の男性。大佛と一緒に行動することが多い。武器は金槌。
坂本や南雲とは違いJCC出身ではなく、関西にある関西殺仁学院出身で中退している。
ORDERの中でも比較的常識人であり、大佛や南雲の発言にツッコミを入れることがある。元ORDERの坂本と再会した際には「坂さん」と呼んでいた。
南雲と同様に俊敏性が高く、複数の相手にも怯む事なく敵を仕留めるなど高い実力の持ち主。
嫌いな食べ物はタマネギで、自身の料理にタマネギが入っていると途端に凶暴になる。
ORDER創設者の四ツ村暁とは師弟関係にあたる。
大佛（おさらぎ）
声 - 早見沙織 / 古賀葵（ボイスコミック）
現ORDER。黒いドレスを着たミステリアスな雰囲気の女性。神々廻と一緒に行動することが多い。見た目にそぐわぬ怪力で、武器は電動丸ノコ。
坂本が抜けた後にORDERに入った新入りで、他のORDERメンバーとは違い、農家生まれの田舎育ちで殺し屋育成機関に入った経歴が無い稀有な人物。
ミステリアスな雰囲気だが、実際はマイペースで食べることが大好き。任務前後に神々廻に対し「トンカツ食べに行こ」「お豆腐食べたい」といった場違いな発言をしたり、サービスエリアに寄った際にお菓子を両手一杯に抱えるほど買っている間に南雲たちに置いていかれたことがある。また負けず嫌いで、南雲に任務の標的を取られそうになった際には、食べていたカツ丼を神々廻に押し付け任務に向かった。
篁（たかむら）
声 - 大塚芳忠
現ORDER。武器は日本刀。常に聞き取り難い何かを呟きながら徘徊している老人。一見すると呆けているようだが居合の達人で、持ち歩く刀であらゆる物を切断する。ビルや東京タワーの塔脚などを一閃して切断した他、「刀で腕を自ら切り落とし自分で接合する」「飛んできた弾丸で刀を研ぐ」など、常軌を逸した技術も披露している。
ORDERにいつから所属しているのか不明で、殺連にとってもどういう存在なのか、何を考えているのか誰も知らない謎に包まれた人物。通称「殺連の亡霊」。
「世紀の殺し屋展」編では、坂本、スラー、楽、ハルマ、南雲の五人を相手にして圧倒的力を見せつけたが、最後は篁の能力をコピーにしたスラーにより殺害される。
京（かなぐり）
声 - 日野聡
元ORDER。表向きは有名な映画監督、裏では殺し屋という2つの顔を持つ男。フィルム柄のマフラーを首に纏っている。武器はカチンコ型の刃物や、ビームを発射できる特殊なカメラ。
価値観や行動原理は全て「映画として面白いか否か」が中心で、全てにおいて映画撮影を優先するマイペースな人物。撮影のためなら手段を選ばず、映画を馬鹿にされると怒る。ORDERに加入した理由も前メンバーと映画に関して喧嘩になり、殺してしまった穴埋めである。
殺連と×の対立映画の撮影を目的に、×と内通。途中で赤尾晶を理想の主演女優と見定め、彼女の復讐劇を撮るべくサポートする。
JCC襲撃によりORDERから除名され、殺連より抹殺対象者となる。
上終（かみはて）
現ORDER。殺連史上最高とも評される腕前のスナイパー。
人前に出るのが苦手な極度の引きこもりで、顔を見たことがある者は少ない。常にフードで全身を隠しており、銃身が本体かのような描かれ方をされている。
負けず嫌いで感情豊かな性格で、記録に強いこだわりを持つ。それは「孤独だから誰よりも強くなれた」というポリシーを証明するためでもある。
沖（おき）
現ORDERのリーダー的存在。眼鏡と顎髭を生やしたスーツ姿の男性。規律を重んじる細かい性格。武器は薙刀。
海外出張で長らく留守にしており、「世紀の殺し屋展」編終了後に登場。ORDERの空席を埋めるた新たに2人をスカウトする。
本性は暴力至上主義者。再び殺し屋の時代を取り戻す鍵として×に共鳴し、新生殺連の発足に手を貸す。
七夕（たなばた）
沖のスカウトにより加入。プロのミュージシャンで、殺しからインスピレーションを受けて作曲する。ギターで奏でた音を用いて戦う。
トーレス
沖のスカウトにより加入。ギャンブル中毒の冴えない老人。殺連に602億の借金があり、返済のためORDERに加わった。平気で殺連規定を破ろうとする危険人物。武器は圧縮空気で砂を噴射するサンドブラスター。

#### 殺連関係者
麻樹 栖（あさき せい）
現殺連会長。有月の兄を自称する。
極めてわがままな性格で、自分がこれと決めたことはどんな手を使っても実現させる。美術好きとして有名だが、実のところはブランドという付加価値が好きなだけ。
かつて殺連の反体制派の中心で暗躍。アルカマルを統括して有月に汚れ仕事を強要していた。体制派の天羽やキンダカ、四ツ村を排除し、会長の座に就いた。
四ツ村 暁（ヨツムラ サトル）
黒髪の猫背気味な男性。武器は三節棍。
殺連の元ナンバー2でORDER創設者・元メンバー。
神々廻をORDERにスカウトした人物で、彼を家に招くなど仲良くしていた。しかし8年前に起きた殺連の内部抗争に巻き込まれ、敵だと判明した妻を殺害。さらに幹部暗殺未遂事件の濡れ衣を着せられ、追放され抹殺対象になっている。
現在は息子の周に会うことを目的に、自由の身となるため殺連を潰そうとする。京都で神々廻に敗北するが南雲に助けられ、秘密裏に協力する。
慈乃（しの）
四ツ村暁の妻。周の母親であり、廟堂の娘でもある。気怠げな雰囲気を纏っている人物。
実は殺連反体制派の一員で、四ツ村の弱みを作るために彼と結婚した。殺連会長の暗殺計画を遂行するべく息子を人質に取って夫を足止めするが、敗北し殺害される。
猪田（いのだ）
声 - 伊原正明
殺連関東支部の職員で大柄な体格でマスクと眼鏡をかけた男性。殺連に侵入してきた楽を吹き飛ばすが、反撃に遭い倒れる。
武部（たけべ）
声 - 石狩勇気
殺連関東支部の職員でウイスキーボトルを片手に持った男性。殺連に侵入してきた楽を迎え撃つ。
福光（ふくみつ）
殺連関西支部の支部長。
キンダカ
四ツ村と同じくORDER創設者で、かつての同組織のまとめ役。オールバックでサングラスをかけている男性。チンピラじみているが冷静で判断力も高い。
自称「全殺し屋の中で一番速い男」。「オンソクシューズ」を相棒と呼び、凄まじいスピードで攻防を繰り出す。
かつて「剛龍」の偽名を使い、JCCの手に負えない問題児を処分する任務を担当。それが見込みのある生徒だった場合、ORDERとしてスカウトしていた。
JCC時代の坂本らを勧誘するが、共に行った護送任務の最中に毒を受けて昏睡し、南雲によって延命措置が施されていた。その後8年ぶりに目覚め、坂本に協力する。
近藤（こんどう）
キンダカの部下。
天羽 宗一（あもう そういち）
前殺連会長。ナガンM1895を組み立てることが趣味。
天羽 藍（あもう あい）
殺連会長の妻。
天羽 このみ（あもう このみ）
殺連会長の娘。
枷 錠（かせ じょう）
殺連監獄B1看守長。元殺連特殊分遣隊の一員で過去に「この殺し屋がすごい！ランキング」1位になるほどの実力があり、当時ORDERに最も近かった男と言われている。
アタリ
殺連専属占い師。占い的中率100％と評され、組織の重要事項の決定も担っていたが、×関連の予言を立て続けに外したことで殺連監獄B3に収監される。

### ×（スラー）一派
×（スラー）／有月 憬（うづき けい）
声 - 浪川大輔
殺連に関わる100人以上のプロの殺し屋を惨殺した謎の男。癖のある白髪に白い衣服を身に纏った青年。読書を趣味とする落ち着いた性格だが、冷酷さを併せ持つ。JCC時代の坂本や南雲らと同期。
鋼鉄の鞭のような武器を使用。多重人格者で、極度の緊張状態下で自己防衛本能が発動すると、自分を守るために別の人格を生み出す。その結果生まれた人格は、ほぼ本人のコピーと呼べるもので、コピー元と同格の戦闘能力も持つようになる。また、生まれつき心臓の位置が左右逆の「内臓逆位」という体質を持ち、致命傷を避けられる。
幼少期から殺し屋養成施設「アルカマル」で育つ。本来は繊細な性格で殺し屋としての人生に葛藤を感じていたが、兄で殺連幹部の麻樹に仲間を人質に取られ、過酷な任務を強要され続けていた。
JCCには14歳で編入し、スパイとして活動していた。暗殺科3年の時に要人警護任務で坂本達と出会い、リオンと打ち解ける。その裏で麻樹より要人殺害の命令を受けており、裏切り発覚後、事情を知ったリオンに手助けされて逃亡する。
1年後、麻樹の謀略で気づかぬままリオンを殺害し、さらに追ってきた坂本に敗れる。街で誰にも助けられずに放浪したことで、唯一手を差し伸べてくれたのはリオンだけだったと痛感し、殺し屋の世界にも表社会にも絶望する。その後、アルカマルの職員を見境なく殺戮して仲間を解放し、「世界を全て壊す」と誓いを立てる。
鹿島（かしま）
声 - 興津和幸
組織の事務や技術面を担当する殺し屋。トナカイの頭部を常に被っている。人工骨格を持ち、体を切り刻まれても死なない。全身の70％が武器である。
正義感が強く、「悪を見過ごすこともまた悪」と考える苛烈な性格。過去に疎まれていた自身を全肯定した×に心酔し、殺連を潰し世界の秩序を正すために働く。しかし、一般社会まで破壊しようとする×の思想を受け入れられず、次第に反発を強めていく。
革新的な殺しの道具を求め、ラボを襲撃・占拠するが、坂本との戦闘に敗れる。その後と友好関係になり、×を助けるという取引の下坂本とともに行動している。
楽（がく）
声 - 内山昂輝
アルカマル出身。×を「ボス」と呼ぶ。殺しをゲーム感覚で楽しむ気ままな性格。
ずば抜けた運動センスを持ち、棘付きの鉄製棍棒を振るう力任せな戦い方が特徴。単独で殺連関東支部を壊滅させた実力者。
宇田（うだ）
声 - 松風雅也
元アルカマル職員。殺連にスパイとして約1年ほど潜入していた殺し屋。最終的にはボスの×を助ける為に躊躇なく篁へ自爆攻撃を行い死亡。
キャロライナ・リーパー
火傷痕を隠すように頭上部を包帯でぐるぐる巻きにしている殺し屋。辛党で嗜虐趣味。
クラブジャム
キャロライナの弟。両目の上に「sweet tooth」と文字があるのが特徴的で身体を縄のような者で縛っている殺し屋。極度のマゾヒズムで常に自身への痛みを求めている。
催眠術師で手を叩くことで催眠をかけたり切ったりすることができる。
熊埜御（くまのみ）
アルカマル出身。×一派の紅一点。露出の多い格好をしている。腕に装着している機械で磁力を操り戦う。姉御肌だが極端なまでに身内に甘く、逆に仲間に危害を加える者には一切の容赦がない。
ハルマ
アルカマル出身。顔に渦巻き状のマークがあり、いつも目を瞑っている。殺し合いを公平にするためにスポーツの動きとルールを下に戦う。篁の攻撃から×を庇い、死亡。
天弓（てんきゅう）
アルカマル出身。弓の名手で上半身裸。
アルカマルが作り上げた感情の欠落した殺戮マシーンの成功例と評される。ゆえに×らとは根本的に意見が合わず、リスキーな存在として追放されている。

#### 死刑囚
スラーたちが殺連襲撃のためにORDERを引きつける駒となった4人の死刑囚。
アパート
声 - 小林千晃、藤原夏海（幼少期） / 比上孝浩（ボイスコミック）
死刑囚。ピアノ線の様な武器で相手の体を切り裂く殺人鬼。坂本との戦いに負け、知っている×の情報を話す。
異様な程の几帳面なところがある。
ソウ
声 - 鳥海浩輔
死刑囚。元軍人で斧を武器にする快楽殺人鬼。ホームセンターを訪れていたシンとルーを狙うが、覚醒したシンとルーに返り討ちにされ、逃亡途中に豹によって抹殺される。
ミニマリスト
声 - 竹内良太 / 村上裕哉（ボイスコミック）
死刑囚。ドレットヘアーの体格の良い黒人。異様なまでの怪力自慢で様々な物を圧縮出来る。
坂本商店での南雲との戦いで、圧倒的な力量差で抹殺される。
ダンプ
声 - 甲斐田裕子 / 前田玲奈（ボイスコミック）
死刑囚。独占欲で捻じ曲がった恋愛脳の女性殺人鬼。手に2本、体に6本の収納型ランサーを持つ。最終的に大佛によって抹殺される。

### JCC／日本殺し屋養成機関

#### 教員
佐藤田 悦子（さとうだ えつこ）
JCC教員。黒髪で物腰が落ち着いて穏やかに見えるが、若い時は超武闘派の殺し屋で合気道の達人。任務で一度も傷を負ったことがないという逸話がある。
生徒からは佐藤田先生と呼ばれており、彼女の登場以来殺し屋教育に合気道が必須科目になるなど影響は非常に大きい。坂本や南雲たちもJCCの頃から佐藤田先生にお世話になっている。
実力はORDERに勧誘されるほどだが、彼女自身の方針が教育にあると考えていたため、教職に就いている。
廟堂（びょうどう）
JCC用務員。佐藤田先生とは同期で顔馴染み。
超記憶能力を持っている。
四ツ村周の母方の祖父で、周からは爺ちゃんと呼ばれている。
井上（いのうえ）
JCC教員。黒髪で顔に2線の大きな傷がある。
山田（やまだ）
JCC教員。JCCの教頭を務めている。
宇佐美（うさみ）
声 - 高梨謙吾
JCC編入試験の試験官を束ねる試験官長。
阿藤（あとう）
声 - 日野まり
JCC編入試験の女性試験官。
野呂（のろ）
声 - 木村隼人
JCC編入試験の男性試験官。

#### 生徒
勢羽 夏生（せば なつき）
声 - 岡本信彦
JCC武器製造科研究室1年。学部の卒業制作で首席のうえ、武器製造科で15年ぶりにヨツムラ賞を受賞した天才と呼ばれる。透明スーツが代表作。
初登場時は鹿島のラボ占拠にバイトとして参加し、シンや平助と戦った。事件後は田中とクレープ屋を経営し、透明スーツを利用した浮くクレープで繁盛している。
四ツ村 周（よつむら あまね）
JCC暗殺科2年。四ツ村暁の息子で、廟堂の孫。
武器は四節棍。また、祖父譲りの超記憶能力を持つ。
幼少期に目の前で母が父に殺害され、祖父に引き取られてJCCで育つ。成績トップの優等生だが授業には顔を出さず、父と殺連を憎んで×を信奉する不良グループに在籍していた。
JCCに×一派を呼び込む引き金を引いてしまうが、その戦いの中でかつて父に愛情を受けた記憶を呼び覚ます。父の行方を捜すために坂本に同行する。
ジャンボ田西（ジャンボたにし）
暗殺科1年。授業で晶と近接格闘演習を行う。
堀田（ほった）
JCCの生徒。
岩本（いわもと）
JCCの生徒。
薮内（やぶうち）
JCCの生徒。

#### JCC編入試験受験生
赤尾 晶（あかお あきら）
声 - Ｍ・A・O
赤尾リオンの姪。リオンに容姿が似た、気弱で優しい少女。家事が得意で、即席でパラシュートを素早く正確に縫う技量を持つ。潜在能力は高く、赤尾家に伝わる「殺道」を見る能力を持つ。
リオンの行方を探してJCCを受験し、坂本やシンと交流する。しかし、リオンの死を知って×への復讐を決意、京に自身を主演とすることを条件に×の元へ向かう。
勢羽 真冬（せば まふゆ）
声 - 山下大輝
マスクを常に装着した14歳の少年。勢羽夏生の弟。殺しのセンスは高いが、潔癖症で弱音を吐くことが多い。
ヤナヤ・ツー
声 - 木島隆一
JCC編入試験5浪中で、新人イビリが趣味な小物。28歳。
通称「キルベイビー」。
虎丸 尚（とらまる なお）
三次試験が始まる前に紹介された推薦組の一人。女子高生の様な風貌で坂本が推し。推し活を馬鹿にされたり、推しへの解釈違いをされると表情が豹変する。サカモトキーホルダーも自作でリュックに付け愛用している。斧を取り付けた散弾銃を所持している。他にも斧で木を切ったり、岩石を砕いたりなど見た目にそぐわない実力の持ち主。
加耳 丈一郎（かじ じょういちろう）
虎丸と同じく推薦組の一人。極度の人見知り。並外れた聴力を持ち、「ゴーグルのインカムから向こうの声が漏れている」という理由で軟柔が遠隔操作されていることにも気づいた。更に攻撃の音を聞いただけで他人の攻撃を正確に再現できる。
軟柔（しなや）
推薦組の一人として三次試験から参加した。だが軟柔本人は寝ており、実際はJCC編入試験のメンバーから新たな駒を探す為に、楽によって身体を遠隔操作されていた。

### その他の人物
サカモトデイズの世界における一般人やその他人物。
陸 無糖（ルー ウータン）
声 - 水中雅章
中国マフィアの幹部で陸少糖のコンシリエーリ（相談役）。戦闘能力は一般人並だが途轍も無い頭脳で幹部にまで上り詰めた男。
少糖に対して異常なまでの過保護な行動と常軌を逸した尊敬と愛情の念を抱く。一方で彼女からは「ウータン」「変態おせっかいコンシリエーリ」と言われている。
×に関する情報を交換条件に坂本にマフィア流と称したギャンブル勝負を挑むも、部下の裏切りなど紆余曲折をえて敗北する。
坂本商店で臨時バイトをする傍ら×に関する知りえた情報を伝え、中国で情報収集継続を行う。
朝倉（あさくら）
声 - 土田大
「ラボ」と呼ばれる政府非公認の科学研究施設の所長。子どもが苦手と言いつつも面倒見がよく、小さい頃のシンを育て、シンが超能力を持つきっかけとなる実験と研究をしていた。
多田（ただ）
声 - 佐々健太
「ラボ」の所員。
並木（なみき）
声 - 竹内恵美子
「ラボ」の女性所員。
ナカセ
坂本たちが住んでいる街の憩来坂警察署に所属している女性巡査。シンの僅かな発言からバスジャック事件を解決した謎の覆面男と坂本には繋がりがあるのではないかと瞬時に見抜くなどと洞察力が高い。
金平 力（かねひら りき）
暴走族頭都藻（ずっとも）連合総長。若い女性を無理やり連れ去ろうとした現場でナカセに止められ、クスリを見られた為にナカセらを拉致する。
多数の部下と共に廃工場に居る所を、助けに来た坂本とシンにより壊滅させられる。
宮バァ
声 - 勝生真沙子
整体師。坂本のおすすめの整体師で、坂本によれば「殺し屋界隈では有名な凄腕整体師」、「ゴッドハンド」と呼ばれている。98歳とご高齢だが、煙草を吸いながら坂本らを治療してしまう元気な女性。

### その他の殺し屋
赤尾 リオン（あかお リオン）
声 - 能登麻美子
かつて坂本・南雲と肩を並べたJCCの同期。晶の叔母。
目が非常に良く、ターゲットまでの殺しのルートが「殺道」として見える。また武器の特性を極限まで活かすのが得意。
明るく快活な性格でざっくばらんな物言いをする。晶を大切に思っており、彼女を守るためなら誰だろうと迷わず殺すと言い切るほど。
JCCでの任務中に出会った有月の「家族を守りたい」という思いに深く共感する。有月の裏切り行為を目撃すると、彼を手助けして共に殺連からの逃避行に出る。しかし麻樹の謀略により、有月の手で殺害される。
その後、有月の第二人格として彼を守るために生み出される。一方で有月の目的を阻止すべく、坂本に10億の懸賞金を掛けた。
安藤 丞（あんどう じょう）
シンの実父。
元殺連の研究者。アルカマルの管理を任されており、生まれたばかりのシンも施設に預けていたが、実態を知ってシンを逃がしたことで殺連を追われ抹殺対象となる。
王（ワン）
声 - 小形満
弾商会の会長。ルーが持っている謎の鍵を狙う。
ソンヒとバチョウ
声 - 加瀬康之（ソンヒ）、佐々木義人（バチョウ）
王が呼んだ双子の殺し屋。殺した相手の首を持ち帰り、スケッチするのが趣味。
タツ
声 - 村田太志
どんでん会に雇われた殺し屋。毒使い。考えるより先に身体が動く派で、シンも思考が読めなかった。
ボイル
声 - 間宮康弘
どんでん会所属の殺し屋。2年前のロンリコ抗争では帯黒と2人で100人以上を殺した武闘派。ハードボイルドな言動にこだわりを持つ。
爆風の推進力を利用した「ロケットダイナマイトパンチ(RDB)」と「スーパーボール爆弾 (SBB) 」の使い手。
JCC時代の同期だった坂本にシンパシーを感じて一方的に気に入っていたが、現在の腑抜けてしまった彼に怒りを覚える。遊園地で坂本を襲撃するも敗北し、彼の生き様をハードボイルドと賞賛する。
坂本暗殺に失敗後、違法な仕事に手を付け殺連監獄B1に収監される。その後、監獄に現れたシン達と共に脱獄する。
帯黒（おびぐろ）
声 - 内山夕実
どんでん会所属の殺し屋。ボイルとコンビを組む女性。皇殺流空手の使い手。
ピッツァ中島（ピッツァなかじま）
声 - 山本兼平
ピザ屋兼 殺し屋。
栗井 ニング（くりい ニング）
声 - 木内太郎
清掃員兼 殺し屋。
マッド堀口（マッド ほりぐち）
声 - 佐藤せつじ
ラボを占拠した殺し屋集団のB1階の敵幹部。
科学者で脳の電気信号を誤認させる薬などを使う。
高御堂（たかみどう）
声 - 相馬康一
ラボを占拠した殺し屋集団のB3階の敵幹部。
鬼ヶ原（おにがはら）
声 - 藤井隼
ラボを占拠した殺し屋集団のB4階の敵幹部。
田中（たなか）
声 - 山下誠一郎
ラボを占拠した殺し屋集団の下っ端。勢羽夏生とクレープ屋を経営。
湯太郎（ゆたろう）
声 - 竹本英史
アマチュアの殺し屋で風呂屋(銭湯)の息子。
実家の手伝い中に坂本たちと遭遇し、風呂屋の施設を使い、命を狙うが失敗する。また、41話の回想シーンで何故か殴られているなど可哀想な点が目立つ。
芸妓
芸妓の姿をした殺し屋。武器は改造した唐傘。
鉢亜 多理男（ばちあ たりお）
罰当たり殺し屋。甘酒に細工をする。
樋口（ひぐち）
スキンヘッドに丸眼鏡と頭部側面に「殺」と彫っているのが特徴的な殺し屋。本人にとって良いことをすることで「徳ポイント」を貯めている。113話時点では5万徳ポイントあり、ナイアガラの滝にダイブしても死なないらしい。
小林（こばやし）
帽子を被り、黒服を着ている殺し屋。体内で有毒ガスを生成できる。

## 用語
坂本商店
坂本太郎が経営する個人商店。東京郊外に位置する。
坂本を狙う殺し屋の来店も多く、そのせいで客足が遠のき赤字気味。
元々は坂本が住んでいた解体予定の空きビル。殺し屋引退後に妻の葵から「表社会での居場所」作りを提案され、開業に至った。
日本殺し屋連盟
通称「殺連（サツレン）」。プロの殺し屋400名弱を擁する構成員1000名以上の日本最大の殺し屋組織。国内に37、海外に4の支部が存在する。
事業内容は殺し屋の任務の管理・斡旋・その他諸々のサポート、任務で損壊した一般区域の修繕、新武器の製造・開発など、多岐にわたる。
殺連規定により一般社会を巻き込まないことが定められ、日本における凶悪犯罪の抑止力をも担っている。そのため殺連が崩壊した場合、危険な殺し屋が野放しにされ、社会秩序も崩壊すると予想されている。
ORDER
殺連直属の特務機関・部隊であり、殺し屋界の最高戦力。殺連が選定した危険性の高い殺し屋の抹殺を任務とする、殺し屋界の秩序（オーダー）を保つ存在。四ツ村暁とキンダカによって発足した。現在（第14話時点）、8人の構成員が存在する。
殺連監獄
殺連が管理する刑務所。主に殺連規定を犯した殺し屋が投獄される。
尾久旅城の地下深くに存在。三層のエリアに分かれ、下層ほど凶悪な殺し屋が収監されている。治安が悪いため、刑期を終えて出所した者はほとんどいない。
日本殺し屋養成機関
通称「JCC」（Japan Clear Creationの略）。国内では最高峰に位置する殺し屋養成機関。
生徒数は約1000人弱で全寮制4年制。訓練は熾烈を極め命を落とす生徒も少なくない。しかし優秀な生徒は在学中にライセンスを取得することもある。
アルカマル
かつて存在した殺連直営の児童養護施設。
表向きは孤児院だが、実態はORDERを人工的に生み出す目的のもと、在籍していた子供たちに徹底的に殺しを教育していた。望んでいない人生を送らされたために殺連に恨みを持っている子供が多かった。後に×の襲撃により壊滅した。
世紀の殺し屋展
名だたる殺し屋たちの全貌に迫る大型企画展。1年前はフランス、今回は尾久旅新国立美術館で開催される。闇オークションでチケットが高額転売されるほどの超人気展覧会。
どんでん会
総勢50名を超える殺し屋組織。坂本暗殺を目論んでいたが×に潰される。
レンタルVD
情報を映画にして売っている坂本太郎行きつけの情報屋。原宿にある。

## 書誌情報

### 単行本
- 鈴木祐斗『SAKAMOTO DAYS』 集英社〈ジャンプ コミックス〉、既刊23巻（2025年8月4日現在）
  1. 「伝説の殺し屋」2021年4月7日発行（4月2日発売[集 1][18]）、ISBN 978-4-08-882657-8
  2. 「ハードボイルド」2021年6月9日発行（6月4日発売[集 2]）、ISBN 978-4-08-882685-1
  3. 「マシモ ヘイスケ」2021年9月8日発行（9月3日発売[集 3]）、ISBN 978-4-08-882763-6
  4. 「車内ではお静かに」2021年11月9日発行（11月4日発売[集 4]）、ISBN 978-4-08-882819-0
  5. 「死刑囚」2022年1月9日発行（1月4日発売[集 5]）、ISBN 978-4-08-882879-4
  6. 「ツいてないね」2022年3月9日発行（3月4日発売[10][集 6]）、ISBN 978-4-08-883072-8
  7. 「お安い御用」2022年6月8日発行（6月3日発売[集 7]）、ISBN 978-4-08-883147-3
  8. 「三次試験」2022年8月9日発行（8月4日発売[集 8]）、ISBN 978-4-08-883191-6
  9. 「ハードモード」2022年11月9日発行（11月4日発売[集 9]）、ISBN 978-4-08-883292-0
  10. 「再会」2023年2月8日発行（2月3日発売[集 10]）、ISBN 978-4-08-883429-0
  11. 「一本」2023年4月9日発行（4月4日発売[集 11]）、ISBN 978-4-08-883449-8
  12. 「クランクイン」2023年6月7日発行（6月2日発売[集 12]）、ISBN 978-4-08-883555-6
  13. 「追憶」2023年9月9日発行（9月4日発売[19][集 13]）、ISBN 978-4-08-883633-1
  14. 「奇妙な痕跡」2023年11月7日発行（11月2日発売[集 14]）、ISBN 978-4-08-883692-8
  15. 「世紀の殺し屋展」2024年1月9日発行（1月4日発売[集 15]）、ISBN 978-4-08-883793-2
  16. 「邂逅」2024年4月9日発行（4月4日発売[集 16]）、ISBN 978-4-08-883878-6
  17. 「エントリー」2024年6月9日発行（6月4日発売[20][集 17]）、ISBN 978-4-08-884120-5
  18. 「混戦」2024年8月7日発行（8月2日発売[集 18]）、ISBN 978-4-08-884131-1
  19. 「閉館」2024年11月6日発行（11月1日発売[集 19]）、ISBN 978-4-08-884250-9
  20. 「居場所」2025年1月4日発売[集 20]、ISBN 978-4-08-884389-6
  21. 「今日の運勢」2025年3月4日発売[集 21]、ISBN 978-4-08-884409-1
  22. 「天弓 VS シン」2025年6月4日発売[集 22]、ISBN 978-4-08-884554-8
  23. 「新生殺連」2025年8月4日発売[集 23]、ISBN 978-4-08-884608-8
- 大川哲『SAKAMOTO HOLIDAYS』 集英社〈ジャンプ コミックス〉、既刊2巻（2025年8月4日現在）
  1. 「坂本の休日」2025年1月4日発売[集 24]、ISBN 978-4-08-884327-8
  2. 「篁の休日」2025年8月4日発売[集 25]、ISBN 978-4-08-884571-5
- 鈴木祐斗『SAKAMOTO DAYS 公式ファンブック 殺し屋ファイル』 集英社〈ジャンプ コミックス〉、2025年2月4日発売[集 26]、ISBN 978-4-08-884530-2

### 小説
- 原作：鈴木祐斗、小説：岬れんか 『SAKAMOTO DAYS』 集英社〈JUMP jBOOKS〉、既刊2巻（2024年12月4日現在）
  - 「殺し屋のメソッド」（2023年4月4日発売[集 27]）、ISBN 978-4-08-703532-2
  - 「殺し屋ブルース」（2024年12月4日発売[集 28]）、ISBN 978-4-08-703553-7

## テレビアニメ
トムス・エンタテインメントのアニメーション制作でテレビアニメ化。ナレーションは篁役の大塚芳忠が担当する。
第1クールは2025年1月から3月まで、テレビ東京系列ほかにて放送された。また、第2クールは同年7月よりテレビ東京系列ほかにて放送中。

### スタッフ
- 原作 - 鈴木祐斗[6]
- 監督 - 渡辺正樹[6][23]
- 副監督 - 斎藤昭裕
- シリーズ構成 - 岸本卓[6]
- キャラクターデザイン - 森山洋[6]
- プロップデザイン - ヒラタリョウ、秋篠denforword日和（第2クール）
- デザイン協力 - 日向正樹、番由紀子、竹本桂子、重國浩子（第1クール）、大沢美奈（第2クール）
- 2Dワークス - 河江まりや
- 美術監督 - 丸山由紀子[11]
- 美術設定 - 友野加世子、大久保修一、乗末美穂
- 色彩設計 - 笹愛美[11]
- 撮影監督 - 蔡伯崙[11]
- 編集 - 肥田文[11]
- 音響監督 - 明田川仁[11]
- 音響制作 - マジックカプセル
- 音楽 - 林ゆうき[11]
- 音楽プロデューサー - 西山由希子
- 音楽制作 - トムス・ミュージック
- プロデューサー - 長谷川良太、斉藤壮一郎、山内未來
- アニメーションプロデューサー - 伊藤元気
- 制作 - トムス・エンタテインメント[6]
- 製作 - SAKAMOTO DAYS製作委員会[注 1]

### 主題歌
「走れSAKAMOTO」
Vaundyによる第1クールのオープニングテーマ。作詞・作曲・編曲はVaundy。
「Method」
Kroiによる第2クールのオープニングテーマ。作詞は内田怜央、作曲・編曲はKroi。
「普通」
Conton Candyによる第1クールのエンディングテーマ。作詞・作曲・編曲はConton Candy。
「Somebody help us」
Vaundyによる第7話のエンディングテーマ。作詞・作曲・編曲はVaundy。
「ダンデライオン」
go!go!vanillasによる第2クールのエンディングテーマ。作詞・作曲は牧達弥、編曲はgo!go!vanillasと井上惇志。

### 各話リスト
| 話数    | サブタイトル               | 脚本   | 絵コンテ          | 演出                       | 作画監督                                                                                      | 総作画監督                                     | 初放送日       |
| ------- | -------------------------- | ------ | ----------------- | -------------------------- | --------------------------------------------------------------------------------------------- | ---------------------------------------------- | -------------- |
| DAYS.1  | 伝説の殺し屋               | 岸本卓 | 渡辺正樹          | 渡辺正樹                   | 番由紀子 宍戸久美子 重國浩子 出野喜則 次橋有紀                                                | 日向正樹                                       | 2025年 1月11日 |
| DAYS.2  | VSソンヒ・バチョウ         | 岸本卓 | 渡辺正樹          | 斎藤昭裕 渡辺正樹 西尾良寛 | 能條理行 中山由美 神谷美也子 針生愛里 村松尚雄 熊田亜輝                                       | 番由紀子 進藤優 日向正樹                       | 1月18日        |
| DAYS.3  | シュガーパークへようこそ！ | 岸本卓 | 渡辺正樹 斎藤昭裕 | 西尾良寛                   | 塚本歩 志水よしこ 萩原正人 小田真弓 岩田芳美 二宮奈那子 しまだひであき 重國浩子               | 日向正樹 番由紀子 出野喜則                     | 1月25日        |
| DAYS.4  | ハードボイルド             | 岸本卓 | 井端義秀          | 井端義秀                   | しまだひであき 能條理行 針生愛里 宍戸久美子 熊田亜輝                                          | 出野喜則 神谷美也子                            | 2月1日         |
| DAYS.5  | 強さの理由                 | 岸本卓 | 渡辺正樹          | 鈴木孝聡                   | 萩原正人 志水よしこ 岩田芳美 次橋有紀 小田真弓 中村純子 神谷美也子 岩岡優子 まえかわみほこ    | 日向正樹 出野喜則                              | 2月8日         |
| DAYS.6  | マシモ ヘイスケ            | 岸本卓 | 西澤晋 滝勇樹     | 滝勇樹 平向智子            | まえかわみほこ 菅野智之 堀江由美 中山由美 船越麻友美                                          | 日向正樹 出野喜則                              | 2月15日        |
| DAYS.7  | ジュラシック野郎           | 岸本卓 | 田中宏紀          | 西尾良寛                   | 大沢美奈                                                                                      | 神谷美也子 番由紀子 岩岡優子                   | 2月22日        |
| DAYS.8  | 坂本商店 vs LABO           | 岸本卓 | 西本由紀夫        | 尾上皓紀                   | 能條理行 重國浩子 塚本歩 船越麻友美 菅野智之 中山由美 久松沙紀 針生愛里 小金丸篤美            | 日向正樹 進藤優 岩岡優子                       | 3月1日         |
| DAYS.9  | かけこみ乗車               | 岸本卓 | 平川哲生          | 鈴木孝聡                   | 志水よしこ 中村純子 船越麻友美 しまだひであき 宍戸久美子 久松沙紀 二宮奈那子                  | 神谷美也子 岩岡優子 番由紀子 出野喜則 日向正樹 | 3月8日         |
| DAYS.10 | せんとうモード             | 岸本卓 | ヤナイヨコ 滝勇樹 | 滝勇樹                     | 堀江由美 熊田亜輝 塚本歩 萩原正人 山﨑智加 針生愛里 まえかわみほこ 小田真弓                   | 日向正樹 番由紀子 出野喜則 進藤優 岩岡優子     | 3月15日        |
| DAYS.11 | カジノバトル               | 岸本卓 | 西澤晋            | 井端義秀                   | 島袋智和 船越麻友美 重國浩子 二宮奈那子 能條理行 岩田芳美 針生愛里 大庭幸子 秦野好紹 菅野智之 | 日向正樹 番由紀子 岩岡優子 神谷美也子 進藤優   | 3月22日        |
| DAYS.12 | Overload                   | 岸本卓 | 西本由紀夫        | 西尾良寛                   | 大沢美奈                                                                                      | 日向正樹 番由紀子 岩岡優子 進藤優              | 7月15日        |
| DAYS.13 | ばちあたり                 | 岸本卓 | 平川哲生          | 平向智子 西尾良寛          | 重國浩子 大庭幸子 塚本歩 岩田芳美 久松沙紀 山﨑智加                                           | 出野喜則 神谷美也子 進藤優 日向正樹            | 7月22日        |
| DAYS.14 | 強襲                       | 岸本卓 | 西森章 尾上皓紀   | 鈴木孝聡                   | 志水よしこ 村松尚雄 船越麻友美 萩原正人 山﨑智加 二宮奈那子                                   | 番由紀子 岩岡優子 日向正樹 進藤優              | 7月29日        |
| DAYS.15 | ぐるぐるタワー             | 岸本卓 | 西森章 井端義秀   | 井端義秀                   | 菅野智之 しまだひであき 能條理行 熊田亜輝 楊鹏 林梦贇                                         | 神谷美也子 日向正樹 出野喜則 番由紀子          | 8月5日         |
| DAYS.16 | 斬斬舞                     | 岸本卓 | 大畑晃一          | 滝勇樹 宮原修二            | 針生愛里 熊田亜輝 山﨑智加 塚本歩 敷島博英 菅野智之 進藤優                                    | 番由紀子 岩岡優子 日向正樹 出野喜則            | 8月12日        |
| DAYS.17 | Have a nice flight         | 岸本卓 | 尾上皓紀          | 井端義秀 渡辺正樹          | 志水よしこ 大沢美奈 船越麻友美 久松沙紀 菅野智之                                              | 神谷美也子 岩岡優子 出野喜則 日向正樹 番由紀子 | 8月19日        |
| DAYS.18 | カナグリ                   | 星野渚 | 西森章            | 西尾良寛                   | 重國浩子 大庭幸子 能條理行 二宮奈那子 小金丸篤美 西尾良寛 黄鶴亭 進藤優                       | 日向正樹 岩岡優子 番由紀子 神谷美也子          | -              |

### 放送局
| 放送期間 | 放送時間                     | 放送局                               | 対象地域                                                    | 備考                                    |
| --- | ---------------------------- | ------------------------------------ | ----------------------------------------------------------- | --------------------------------------- |
| 2025年1月11日 - 3月22日                                                                                     | 土曜 23:00 - 23:30           | テレビ東京（製作参加） ほか系列全6局 | 北海道・関東広域圏・愛知県・ 大阪府・岡山県・香川県・福岡県 | 字幕放送                                |
| 2025年1月12日 - 3月23日                                                                                     | 日曜 2:13 - 2:43（土曜深夜） | 静岡放送                             | 静岡県                                                      | 『スーパーアニメ6区』枠                 |
| | 日曜 21:00 - 21:30           | AT-X                                 | 日本全域                                                    | CS放送 / 字幕放送 / リピート放送あり    |
| 2025年1月13日 - 3月24日                                                                                     | 月曜 0:00 - 0:29（日曜深夜） | BSテレ東                             | 日本全域                                                    | BS/BS4K放送 / 字幕放送                  |
| 2025年1月14日 - 3月25日                                                                                     | 火曜 1:30 - 2:00（月曜深夜） | 仙台放送                             | 宮城県                                                      |                                         |
| 2025年1月15日 - 3月26日                                                                                     | 水曜 1:29 - 1:59（火曜深夜） | 広島テレビ                           | 広島県                                                      |                                         |
| | 水曜 1:30 - 2:00（火曜深夜） | 新潟放送                             | 新潟県                                                      |                                         |
| 2025年1月17日 - 3月28日                                                                                     | 金曜 0:59 - 1:28（木曜深夜） | テレビユー福島                       | 福島県                                                      |                                         |
| 2025年1月18日 - 3月29日                                                                                     | 土曜 2:23 - 2:53（金曜深夜） | 熊本放送                             | 熊本県                                                      |                                         |
| 2025年1月20日 - 3月31日                                                                                     | 月曜 1:05 - 1:35（日曜深夜） | 大分朝日放送                         | 大分県                                                      |                                         |
| 2025年1月24日 - 4月4日                                                                                      | 金曜 0:50 - 1:20（木曜深夜） | 鹿児島放送                           | 鹿児島県                                                    |                                         |
| 2025年1月25日 - 4月5日                                                                                      | 土曜 20:30 - 21:00           | アニマックス                         | 日本全域                                                    | BS/CS放送 / 字幕放送 / リピート放送あり |
| 2025年1月26日 - 4月6日                                                                                      | 日曜 0:58 - 1:28（土曜深夜） | 長崎放送                             | 長崎県                                                      |                                         |
| 2025年2月6日 - 4月17日                                                                                      | 木曜 1:00 - 1:30（水曜深夜） | 奈良テレビ                           | 奈良県                                                      |                                         |
| テレビ東京では、2025年1月4日に事前特番「『SAKAMOTO DAYS』超豪華声優本人が見どころプレゼンSP」が放送された。 |                              |                                      |                                                             |                                         |

| 配信開始日    | 配信時間                | 配信サイト | 備考     |
| ------------- | ----------------------- | --- | -------- |
| 2025年1月11日 | 土曜 23:30 以降順次更新 | Netflix | 先行配信 |
|               |                         | アニメ放題 ABEMA FOD （本店・FODチャンネル for Prime Video ） J:COM STREAM SPOOX powered by Lemino dアニメストア （本店・ ニコニコ支店 ・for Prime Video） DMM TV ディズニープラス TELASA ニコニコ動画 HAPPY!動画（スマートフォン専用） バンダイチャンネル ビデックス Hulu Prime Video ふらっと動画 milplus U-NEXT Rakuten TV Lemino WOWOWオンデマンド |          |

| 放送期間 | 放送時間                     | 放送局                               | 対象地域                                                    | 備考                                    |
| --- | ---------------------------- | ------------------------------------ | ----------------------------------------------------------- | --------------------------------------- |
| 2025年7月15日 - | 火曜 0:00 - 0:30（月曜深夜） | テレビ東京（製作参加） ほか系列全6局 | 北海道・関東広域圏・愛知県・ 大阪府・岡山県・香川県・福岡県 | 字幕放送                                |
| | 火曜 1:15 - 1:45（月曜深夜） | 仙台放送                             | 宮城県                                                      |                                         |
| | 火曜 21:00 - 21:30           | AT-X                                 | 日本全域                                                    | CS放送 / 字幕放送 / リピート放送あり    |
| 2025年7月16日 - | 水曜 1:29 - 1:59（火曜深夜） | 広島テレビ                           | 広島県                                                      |                                         |
| | 水曜 1:30 - 2:00（火曜深夜） | 新潟放送                             | 新潟県                                                      |                                         |
| 2025年7月17日 - | 木曜 2:00 - 2:30（水曜深夜） | 静岡放送                             | 静岡県                                                      | 『スーパーアニメ6区』枠                 |
| 2025年7月18日 - | 金曜 0:30 - 0:59（木曜深夜） | BSテレ東                             | 日本全域                                                    | BS/BS4K放送 / 字幕放送                  |
| | 金曜 0:50 - 1:20（木曜深夜） | 鹿児島放送                           | 鹿児島県                                                    |                                         |
| 2025年7月22日 - | 火曜 0:55 - 1:25（月曜深夜） | 長崎放送                             | 長崎県                                                      |                                         |
| 2025年7月26日 - | 土曜 1:23 - 1:53（金曜深夜） | テレビユー福島                       | 福島県                                                      |                                         |
| | 土曜 2:23 - 2:53（金曜深夜） | 熊本放送                             | 熊本県                                                      |                                         |
| | 土曜 19:00 - 19:30           | アニマックス                         | 日本全域                                                    | BS/CS放送 / 字幕放送 / リピート放送あり |
| 2025年9月8日 - | 月曜 2:00 - 2:30（日曜深夜） | びわ湖放送                           | 滋賀県                                                      |                                         |
| テレビ東京系列全6局では、2025年7月8日（7日深夜）に事前特番「TVアニメ『SAKAMOTO DAYS』第2クール直前！制作現場潜入取材SP」が放送された。 この事前特番は仙台放送・広島テレビ・新潟放送・AT-Xでも順次放送された。 |                              |                                      |                                                             |                                         |

| 配信開始日    | 配信時間                           | 配信サイト | 備考     |
| ------------- | ---------------------------------- | --- | -------- |
| 2025年7月15日 | 火曜 0:30（月曜深夜） 以降順次更新 | Netflix | 先行配信 |
|               |                                    | アニメ放題 ABEMA FOD（本店・FODチャンネル for Prime Video） J:COM STREAM SPOOX powered by Lemino dアニメストア（本店・ニコニコ支店・for Prime Video） DMM TV ディズニープラス TELASA HAPPY!動画（スマートフォン専用） バンダイチャンネル ビデックス Hulu Prime Video ふらっと動画 milplus U-NEXT Rakuten TV Lemino |          |

#### 日本国外での配信
Netflixによる世界同時配信が実施されている。Netflixのランキング調査結果では、アジア諸国の他にエジプト・カタール・フランス・ドイツ・カナダ・アメリカ・ブラジル・チリでの人気が高く、特にインドネシアでは配信開始後11週連続してTOP10入りという異例の大ヒットになった。
本作品の海外展開担当であるトムス・エンタテインメントの藤田友和は、ワールドワイドでヒットさせるために「日本の放送と同タイミングでの全世界配信」と「12言語の吹き替えを用意」という2つの挑戦をしたという。藤田は、「やはり同じタイミングで、世界中のみなさんが見られる環境にできたことは大きかった。」「吹き替えもあることで、ライトなアニメファンの人たちにも見てもらいやすくなった。特にアジアは、字幕で見るのがほとんどだったが吹き替えで視聴者を1～2割上乗せすることができた」としている。

### BD
| 巻 | 発売日             | 収録話          | 規格品番   |
| -- | ------------------ | --------------- | ---------- |
| 1  | 2025年3月26日      | 第1話 - 第3話   | EYXA-14688 |
| 2  | 2025年4月30日      | 第4話 - 第7話   | EYXA-14689 |
| 3  | 2025年5月28日      | 第8話 - 第11話  | EYXA-14690 |
| 4  | 2025年9月24日予定  | 第12話 - 第14話 | EYXA-14691 |
| 5  | 2025年10月29日予定 | 第15話 - 第18話 | EYXA-14692 |
| 6  | 2025年11月26日予定 | 第19話 - 第22話 | EYXA-14693 |

| テレビ東京系列 土曜 23:00 - 23:30                             | テレビ東京系列 土曜 23:00 - 23:30                      | テレビ東京系列 土曜 23:00 - 23:30                   |
| 前番組                                                        | 番組名                                                 | 次番組                                              |
| ------------------------------------------------------------- | ------------------------------------------------------ | --------------------------------------------------- |
| BLEACH 千年血戦篇-相剋譚- （2024年10月5日 - 12月28日）        | SAKAMOTO DAYS（第1クール） （2025年1月11日 - 3月22日） | 九龍ジェネリックロマンス （2025年4月5日 - 6月28日） |
| テレビ東京系列 火曜 0:00 - 0:30（月曜深夜）                   |                                                        |                                                     |
| ＃コンパス2.0 戦闘摂理解析システム （2025年4月8日 - 6月24日） | SAKAMOTO DAYS（第2クール） （2025年7月15日 - ）        | 3年Z組銀八先生 （2025年10月7日 - ）                 |

## ゲーム
スマートフォン用ゲームとして、『SAKAMOTO DAYS デンジャラスパズル』が2025年4月2日より配信されている。